# Infraestrutura urbana
Infraestrutura urbana se refere ao conjunto de serviços básicos indispensáveis a uma cidade ou sociedade, como abastecimento e distribuição de água, gás, energia elétrica, rede telefônica, serviços básicos de saneamento, transporte público e outros.
"O desenvolvimento e a  implantação de redes de infraestrutura são tão antigos quanto a evolução das cidades." Assim como as cidades, os  serviços de infraestrutura evoluem ao longo do tempo e em diferentes estágios, uma vez que os tipos de  infraestrutura mudam para atender as necessidades da sociedade em constante transformação.
Assim como atributos físicos e locacionais, a oferta de redes de infraestrutura em determinada área urbana,  influencia no seu valor para o mercado imobiliário. Dessa forma, o investimento público em infraestrutura  como  abastecimento de água, rede de energia elétrica, asfalto, rede de esgoto; e em equipamentos (escolas, hospitais, entre outros) é determinante para tal precificação, e geram localizações valorizadas.
As redes de infraestrutura funcionam como elemento estrutural que liga forma e função. Para melhor compreensão, o sistema de redes de infraestrutura de uma cidade é  dividido em vários subsistemas ou sistemas parciais, que separa as diferentes redes e suas funções."

## Sistemas básicos de infraestrutura

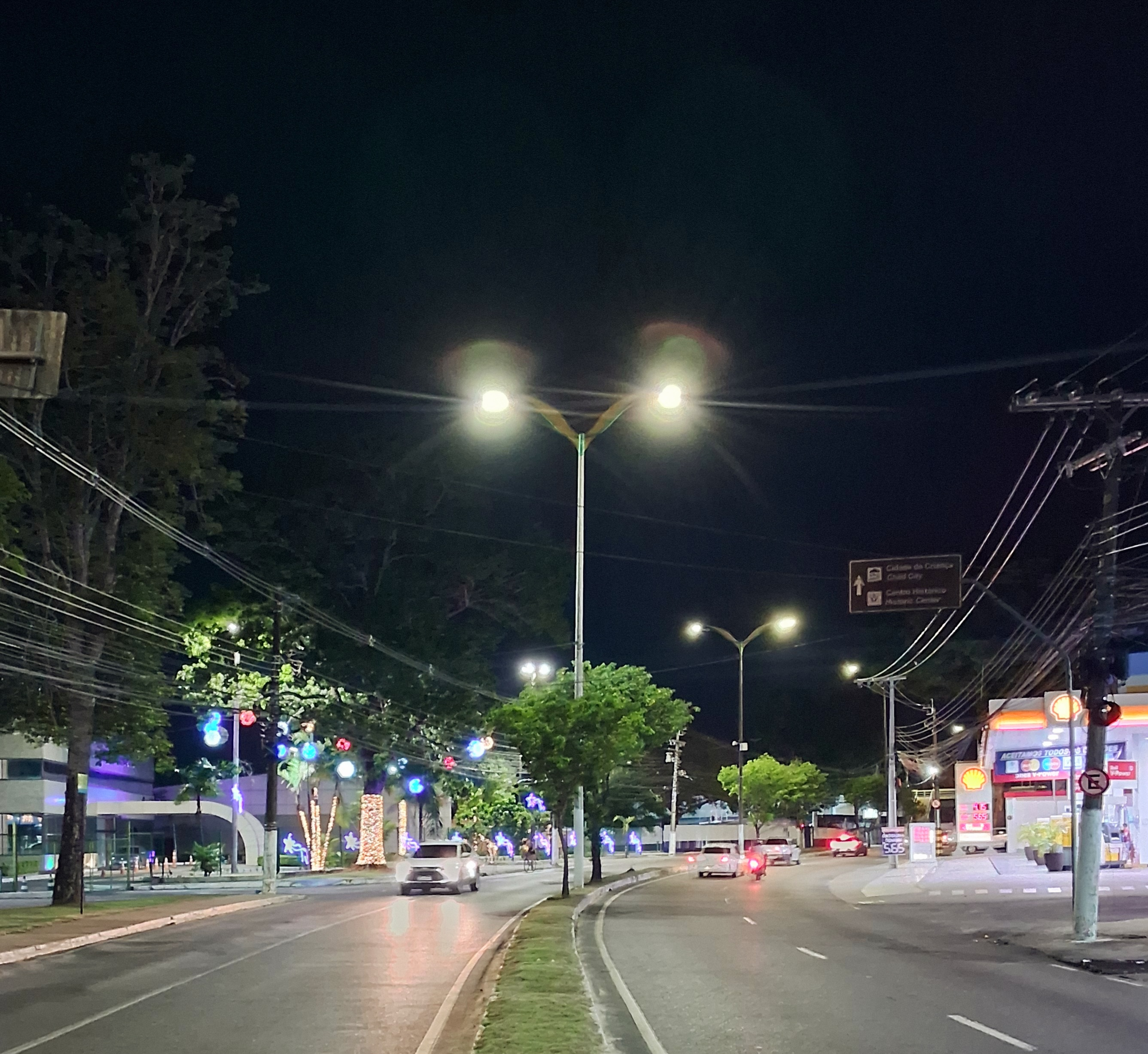
Iluminação pública de Manaus, capital do Amazonas. A cidade toda é iluminada por luminárias de LED.

As áreas urbanas são constituídas por sistemas básicos de infraestrutura que são essenciais ao seu funcionamento, devendo ser implantados de forma harmônica por toda a cidade. Os sistemas básicos de infraestrutura são divididos em: 
- Sistema viário,
- Sistema sanitário,
- Sistema energético,
- Sistema de comunicações

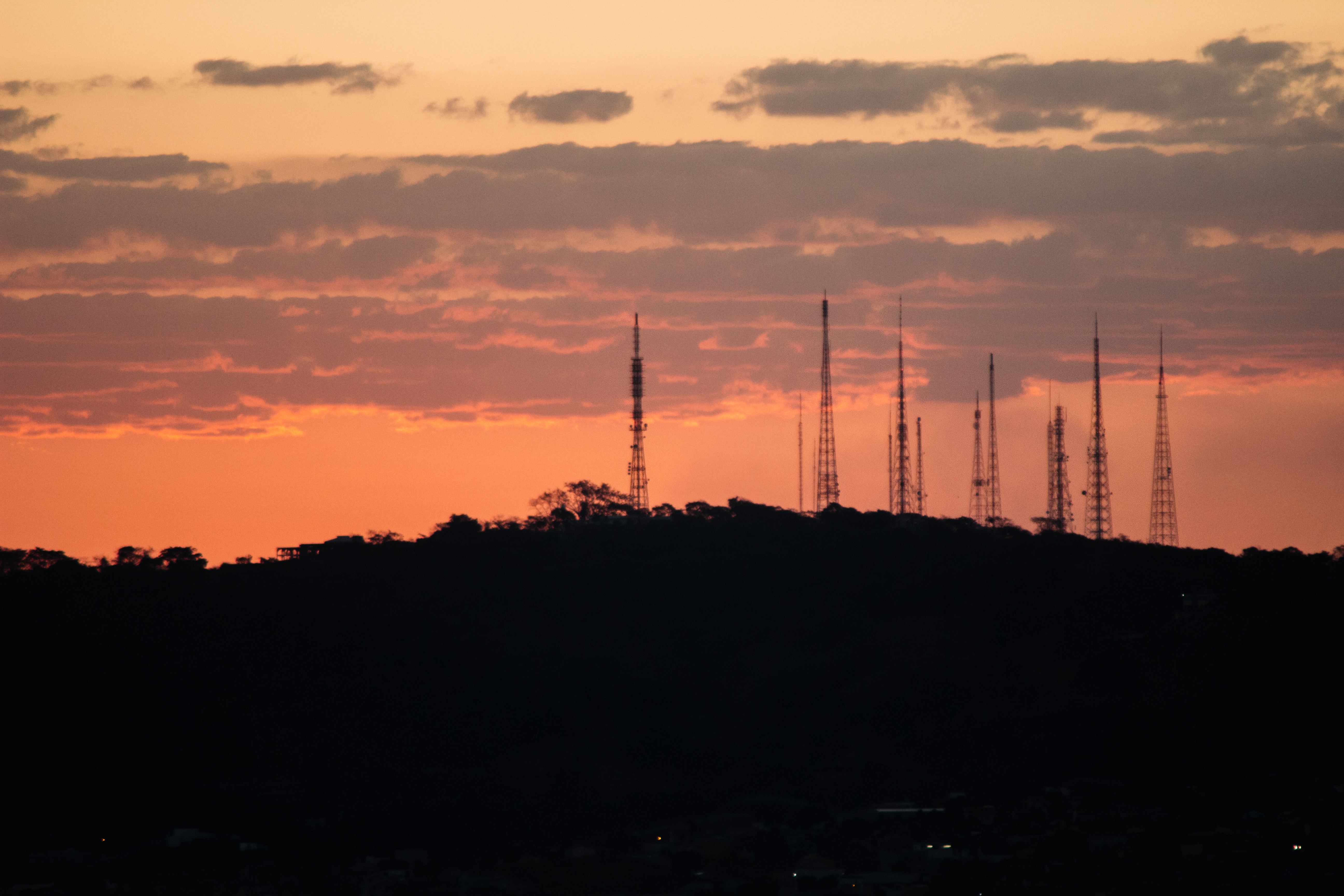
Torres de televisão e telefonia

Tais sistemas  dizem respeito a um conjunto de elementos como pavimentação, drenagem pluvial, rede de água potável e esgoto, redes de eletricidade, gás encanado bem como redes de telefonia e TV a cabo, entre outros.

## Infraestrutura de grande porte
Existe também um grupo de infraestrutura de grande porte que serão encontradas somente em grandes áreas urbanas (metrópoles), são eles: 
- Trens metropolitanos: Trata-se de uma infraestrutura de alto custo principalmente os subterrâneos onde alguns requisitos precisam ser analisados tais como: serem implantados quando o outro tipo de transporte estiver saturado. Uma maneira de baixar o custo dos trens metropolitanos é estrutura-los correndo sobre superfícies ou sobre trincheiras.
- Anéis rodoviários: os anéis rodoviários servem para desviar o trafego intenso do centro das cidades, esse alto fluxo é gerado pelo crescimento das cidades, tornando importante essa infraestrutura que também tem um alto custo.[2]

Fundamentos técnicos para investimentos em infraestrutura precisam ser apresentados em manuais específicos para os Estados, Distrito Federal e Municípios devendo conter orientações necessárias e propostas passíveis de implementação com recursos do Orçamento Geral da União oriundos da Ação de apoio à Política Nacional de Desenvolvimento Urbano. A finalidade desta ação é favorecer as inúmeras ações de infraestrutura urbana como saneamento, coleta de lixo e esgoto, pavimentação , abastecimento de água , transporte publico dentre outras, auxiliando então na qualidade de vida da população.
A Lei Orçamentária Anual (LOA) é uma das principais origens dos recursos para Infraestrutura Urbana, estes recursos devem ser pleiteados pelos Chefes do Poder Executivo dos Estados, do Distrito Federal e dos Municípios. " Os investimentos em Infraestrutura Urbana têm como finalidade o apoio às ações de implantação ou melhoria de obras de infraestrutura urbana nos municípios brasileiros."

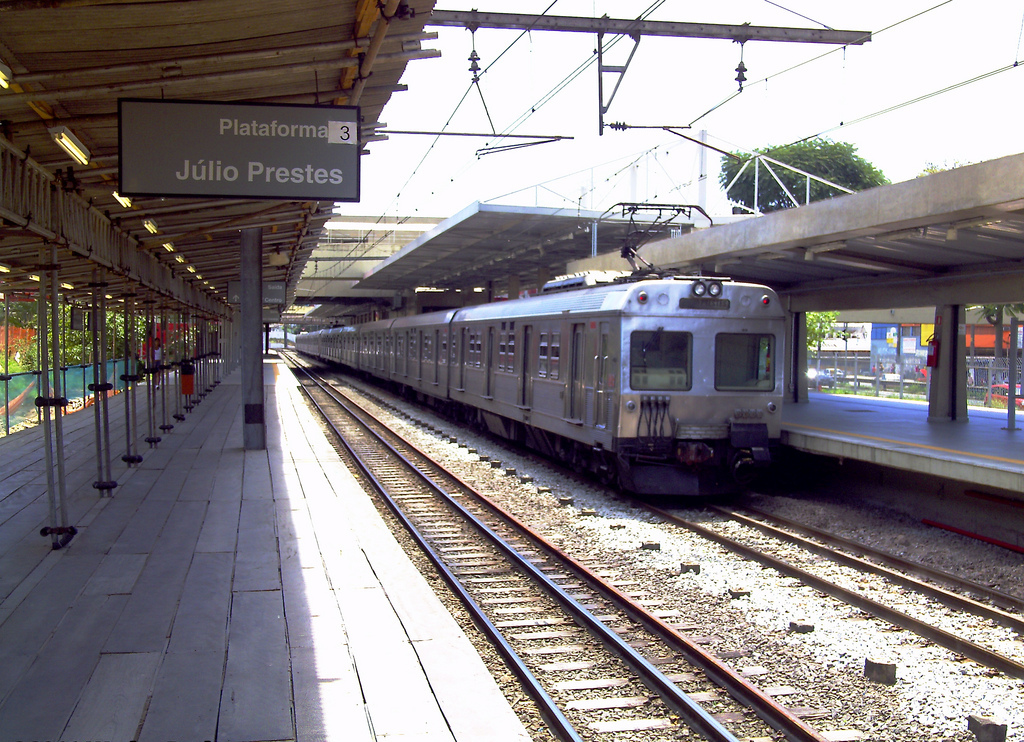
Trens metropolitanos